# Agénor Étienne de Gasparin

Agénor de Gasparin

Graf Agénor Étienne de Gasparin (* 10. Juli 1810 in Orange; † 14. Mai 1871 in Genf) war ein reformierter Publizist und Kämpfer für die Religionsfreiheit in Frankreich.

## Leben
Als Sohn des ehemaligen Ministers Adrien de Gasparin (1782–1862) studierte er Rechtswissenschaften an der Sorbonne. Mit 27 Jahren heiratete er 1837 die Genferin Valérie Boissier. Zunächst arbeitete er als Kabinettchef im Ministerium seines Vaters, dann als Berichterstatter der Petitionskommission im Staatsrat. 1842 wurde er als Abgeordneter für Korsika in die Nationalversammlung gewählt, wo er sich namentlich für die Menschenrechte der Schwarzen einsetzte. Politisch konservativ, bekämpfte gleichzeitig die Korruption bei Besetzung öffentlicher Stellen und setzte sich als eifriger Protestant ebenso nachdrücklich für die freie Ausübung des protestantischen Kultus ein.
1846 wurde er nicht wiedergewählt und engagierte sich danach kaum noch politisch. 1852 begab er sich in die Toskana, um für das Ehepaar Madiai, das wegen seines Übertritts zum Protestantismus zur Galeerenstrafe verurteilt worden war, die Freiheit zu erwirken. Dies gelang ihm aber erst durch die Vermittlung des Königs von Sardinien. Den größten Teil seines restlichen Lebens verbrachte er in Genf.

## Werke
- Esclavage et traité. 1838.
- Intérêts généraux du protestantisme français. 1843.
- Christianisme et paganisme. Zwei Bände, 1846–50.
- Les écoles du doute et l'école de la foi. 1853.
- Les tables tournantes. 1854 (Erklärung des Tischerückens).
- Les États-Unis en 1861. 2. Auflage. 1862.
- La famille, ses devoirs, ses joies et ses douleurs. 3. Auflage. 1865.
- La liberté morale. 1868.
- La France, nos fautes, nos périls, notre avenir. Paris 1872.

Postum
- Innocent III. Le siège apostolique. Constantin. 1873.
- Luther et la réforme au XVL siècle. 1873.
- Pensées de liberté inédites. 1874.